# Quần đảo Thế Giới
Quần đảo Thế giới (tiếng Ả Rập: جزر العالم, tên tiếng Anh: The World Islands) là một quần đảo nhân tạo được tạo ra từ 300 hòn đảo lớn nhỏ khác nhau được xây dựng dựa theo hình dạng thô của một bản đồ thế giới, nằm trong vùng biển vịnh Ba Tư cách bờ biển Dubai 4 km. Quần đảo nằm cách bờ biển của Dubai khoảng 4 km (2,5 dặm) và thuộc Dubai, Các Tiểu vương quốc Ả Rập Thống nhất.. Quần đảo Thế giới bao gồm các đảo cát nhân tạo chủ yếu được lấy từ các vùng ven biển của Dubai, đánh dấu sự phát triển của việc xây dựng các hòn đảo nhân tạo ở Dubai. Nhà phát triển quần đảo Thế giới là Nakheel Properties, và dự án ban đầu đã được hình thành bởi Sheikh Mohammed bin Rashid Al Maktoum, tiểu vương Dubai.
Việc xây dựng 300 hòn đảo bắt đầu vào năm 2003 và bị dừng lại do cuộc khủng hoảng tài chính năm 2008. Mặc dù 60% đảo đã được bán cho các nhà thầu tư nhân trong năm 2008, nhưng sự phát triển trên hầu hết các đảo này đã không thành công. Trong khi các nhà phát triển và chính phủ Dubai từ chối đầu tư, một số người khác nói rằng những hòn đảo trên rồi cũng sẽ bị chìm xuống biển. Tính đến tháng 7 năm 2012, đảo Libang đã được phát triển và là hòn đảo duy nhất cho đến nay đã được phát triển thương mại, được sử dụng cho các sự kiện của công ty tư nhân và các bên một cách công cộng. Tính đến cuối năm 2013, chỉ có hai hòn đảo được phát triển. Vào tháng 1 năm 2014, Tập đoàn Kleindienst đã công bố sự ra mắt dự án "Trái tim của châu Âu" vào tháng 2 năm 2014, một trong những thương hiệu của Tập đoàn Kleindienst Group - JK Properties - đã công bố trong bản tin hàng tháng của họ rằng dự án đang được tiến hành tốt. Loạt các hòn đảo này sẽ là Châu Âu, Thụy Điển và Đức với sự phát triển do Tập đoàn Kleindienst đứng đầu.

## Dự án
Các đảo nằm trong khu vực có phạm vi 14.000 - 42.000 m2 (150.000 - 450.000 sq ft). Khoảng cách giữa các đảo trung bình khoảng 100 mét (330 ft), các đảo được xây dựng từ 321 triệu mét khối cát và 31 triệu tấn đá. Toàn bộ là một khu vực bao gồm 6 – 9 km (3,7 - 5,6 dặm) và được bao quanh bởi một con đê chắn sóng hình bầu dục. Tổng cộng các đảo tạo thành khoảng 232 km (144 dặm) đường bờ biển. Chi phí phát triển tổng thể của quần đảo Thế giới được ước tính khoảng 14 tỷ đô la Mỹ vào năm 2005.
Quần đảo gồm bảy bộ đảo: Châu Âu, Châu Phi, Châu Á, Bắc Mỹ, Nam Mỹ, Nam Cực và Châu Đại Dương. Mỗi hòn đảo nhân tạo được đặt tên theo khu vực đại diện của họ, bao gồm các quốc gia đại diện, địa danh và các vùng như Vương quốc Anh, California, Núi Everest, Úc, New Mexico, Upernavik, Buenos Aires, New York, Mexico, St. Petersberg và Ấn Độ.

## Lịch sử
Dự án đã được công bố vào tháng 5 năm 2003 bởi Sheikh Mohammed và việc nạo vét tạo mặt bằng bắt đầu 4 tháng sau đó tức là vào tháng 9 năm 2003. Tới tháng 1 năm 2008, 60% các hòn đảo đã được bán ra, một phần ba trong số bán ra đã được mua trong 4 tháng đầu năm 2007  Ngày 10 tháng 1 năm 2008, tảng đá cuối cùng trên đê chắn sóng đã được đặt, hoàn thành việc tạo nền móng của quần đảo này. Tính đến tháng 7 năm 2012, đảo Libang đã được phát triển và là 'hòn đảo duy nhất cho đến nay đã được phát triển thương mại, được sử dụng cho các sự kiện công ty tư nhân và các bên một cách công cộng.'

## Khó khăn
Theo báo cáo của The Times trong tháng 9 năm 2009, công việc tại quần đảo Thế giới đã bị ngừng lại do những tác động của cuộc khủng hoảng tài chính toàn cầu. Và trong tháng 2 năm 2010, tờ Daily Mail đưa tin, các hòn đảo có hiện tượng xói mòn đảo và có nguy cơ bị chìm. Những thông tin này sau đó đã bị bác bỏ bởi Nakheel với các báo cáo kỹ thuật độc lập. The Daily Telegraph báo cáo trong tháng 1 năm 2011 rằng, Penguin Marine, cung cấp xác minh về sự xói mòn của các hòn đảo. Tính đến đầu năm 2011, chỉ có một hòn đảo duy nhất là đã có nhà ở trên đó, các trung tâm thương mại và các khu dân cư hiện đại đang ược xây dựng trên các đảo khác. Giá bất động sản tại Các Tiểu vương quốc Ả Rập thống nhất đã giảm 58% so với mức đỉnh điểm trong quý IV năm 2008. Đến nay, trang web của dự án gần như đã không còn cập nhật thông tin mới gì liên quan tới dự án.
Quần đảo Thế giới được tạo thành bởi bốn đầu mối giao thông chính liên kết bằng đường thủy. Thửa đất được quy hoạch để sử dụng cho các mục đích khác nhau: bất động sản, khu dân cư mật độ trung, khu dân cư mật độ cao, khu du lịch và trung tâm thương mại  Một nhà máy trộn bê tông cũng đang được tiến hành xây dựng cung cấp nguyên liệu xây dựng tại các công trình trong quần đảo.
Các nhà máy tại mỗi trung tâm bơm nước ngọt cung cấp nước cho các đảo. Điện năng được cung cấp bởi Grid Dubai và phân phối thông qua dây cáp ngầm. Hệ thống xử lý nước thải và rác thải là mối quan tâm của mỗi đảo.

## Kế hoạch mua và phát triển
Quần đảo Thế giới được cho là sẽ được phục vụ bởi bốn trung tâm giao thông chính nối với nhau bằng đường thủy. Các lô đất được cho là quy hoạch cho các mục đích sử dụng khác nhau: bất động sản, nhà ở mật độ trung bình, nhà ở mật độ cao, khu nghỉ dưỡng và thương mại. Một kế hoạch xây dựng Dubai Infinity Holdings đã tuyên bố rằng các nhà phát triển đã đàm phán với Nakheel về việc định vị tạm thời của một nhà máy trộn xi măng trên một trong những hòn đảo để cung cấp xây dựng.
Kế hoạch này là cho các tiện ích được định tuyến dưới nước với các nhà máy nước ở mỗi trung tâm bơm nước ngọt cho các đảo. Điện được cung cấp bởi Dubai Grid và phân phối thông qua cáp dưới nước tuy nhiên đến tháng 2 năm 2015 không có cáp đã được đặt, do đó các nhà phát triển hiện nay phải cung cấp năng lượng riêng của họ từ máy phát điện diesel. Hệ thống xử lý nước thải và rác thải là mối quan tâm cá nhân đối với mỗi hòn đảo.
Tập đoàn Nakheel tiếp tục phát triển một khu nghỉ mát có tên là đảo San hô trên 20 hòn đảo tạo nên phần Bắc Mỹ của Quần đảo Thế giới. Sự phát triển khu thấp tầng sẽ bao gồm một bến du thuyền và làng khách sạn. Sự phát triển lớn thứ hai được xác nhận là việc mua 14 hòn đảo tạo nên Australia và New Zealand bởi Dar Investment of Kuwait. Các đảo đang được xây dựng như một khu nghỉ mát có tên là OQYANA.
Hiệp hội doanh nghiệp Ailen Larionovo đã có kế hoạch phát triển đảo Ireland thành một khu nghỉ mát theo chủ đề Ireland. Các kế hoạch bao gồm một bến du thuyền nội bộ lớn, căn hộ và biệt thự, một phòng tập thể dục, khách sạn, và một quán rượu theo chủ đề Ireland. Vào tháng 7 năm 2007, người ta đã thông báo rằng đảo Ireland sẽ giới thiệu một khu giải trí của Giant's Causeway của Bắc Ireland. Tuy nhiên, ngày 25 tháng 11 năm 2008 một người thanh lý tạm thời được bổ nhiệm làm Larionovo. Các đảo của Anh và Moscow trên Quần đảo Thế giới đã được Cục Bất động sản Premier mua lại vào mùa hè năm 2008. Tin tức đã bị rò rỉ trong một bài báo Daily Mail tháng 1 năm 2009, bác bỏ tuyên bố rằng nước Anh thuộc sở hữu của Richard Branson, Rod Stewart hoặc John O'Dolan.
Vào tháng 4 năm 2008, Salya Corporation đã thông báo rằng họ đã mua lại các đảo Phần Lan và Brunei trong Thế giới và dự định phát triển chúng thành các khu nghỉ mát theo chủ đề thời trang. Salya chi khoảng 800 triệu AED (218 triệu USD) để mua đảo và dự định chi thêm 2.4 tỷ AED (654 triệu USD) để phát triển. Đảo Brunei sẽ trở thành một khu nghỉ mát thời trang và đảo Phần Lan sẽ trở thành một cộng đồng thời trang được gọi là cung điện FTV.
Safi Qurashi và đối tác kinh doanh Mustafa Nagri, đã trả khoảng 64 triệu USD cho mảnh đất rộng 4,5 ha sau đó ông bị kết án vì không thanh toán séc và bị kết án bảy năm tù. Tuy nhiên, về kháng cáo sau này ông bị phát hiện không có tội và được thả ra khỏi tù vào tháng 7 năm 2012 khi ông được tuyên bố vô tội của hai trong số ba cáo buộc. Về án phí cuối cùng, phán quyết cuối cùng của tòa án dân sự cho thấy ông không có nợ tiền, là nạn nhân của vụ gian lận và chứng minh ông hoàn toàn trong sạch bằng cách trao 10,8 triệu đô la cho đối tác cũ của ông, người đã lừa dối ông. Và Safi Qurashi vẫn là chủ sở hữu của đảo Anh Quốc, tiếp tục sống và điều hành doanh nghiệp của mình ở Dubai và vẫn tự tin phát triển đảo Anh Quốc thành một điểm đến độc đáo.
Josef Kleindienst và công ty JK Properties đang phát triển The Heart of Europe, một bộ sưu tập gồm 6 hòn đảo (Đức, Thụy Điển, St. Petersburg, Trung Âu, Thụy Sĩ và Monaco) ở khu vực châu Âu của Quần đảo Thế giới, thành một khu nghỉ mát sang trọng trên đảo. The resort is meant to create a fully immersive European experience, with outdoor snow, Khu nghỉ mát này để tạo ra một trải nghiệm hoàn toàn châu Âu với tuyết ngoài trời và các cửa hàng chỉ chấp nhận EURO như một loại tiền tệ.

## Mốc thời gian thi công

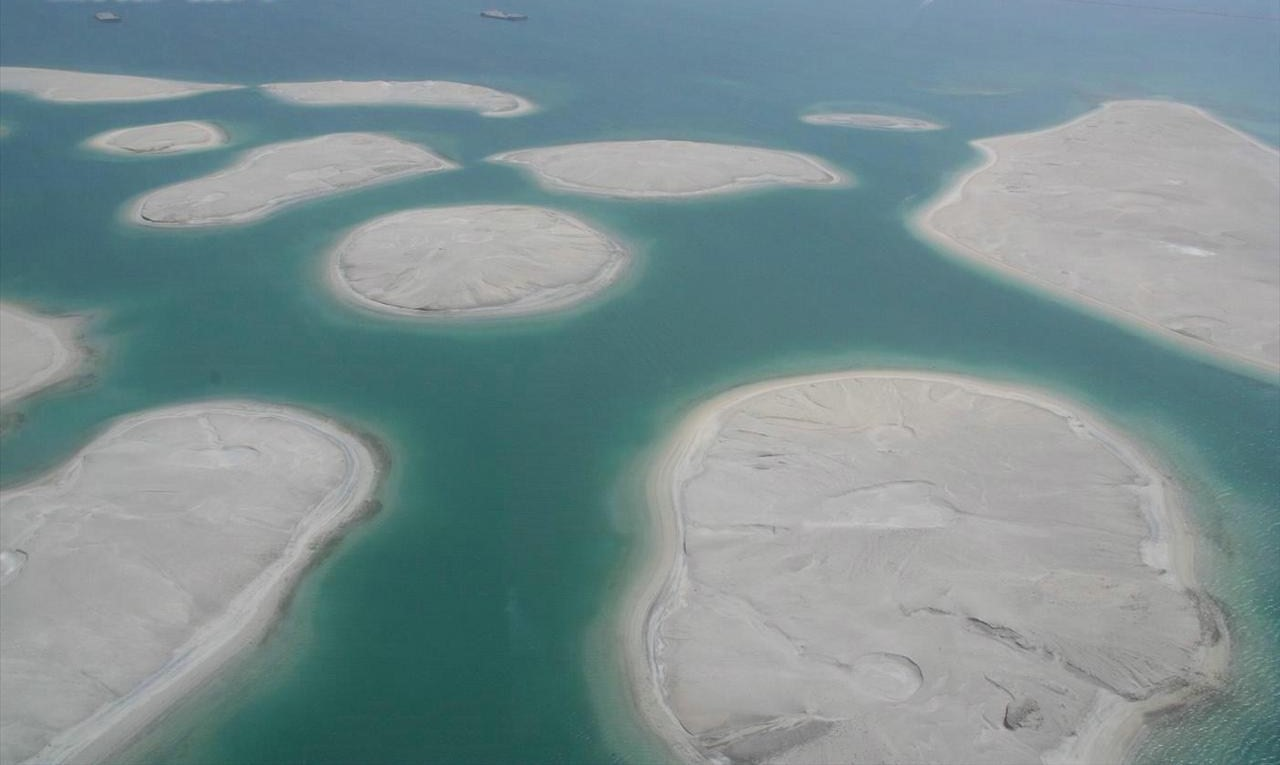
Các đảo chưa phát triển ngày 1 tháng 5 năm 2007

- Tháng 5 năm 2003: Nakheel đã công bố việc phát triển Quần đảo Thế giới, hoàn thành dự kiến năm 2008. Ban đầu nó có 200 hòn đảo và diện tích 5.600.000 mét vuông.[45]
- Tháng 2 năm 2004: Thông báo rằng Quần đảo Thế giới sẽ bao gồm 260 hòn đảo và diện tích của nó sẽ là 6 km x 9 km, với diện tích 23–83.613 mét vuông cho mỗi hòn đảo, với 50–100 m vùng nước giữa mỗi hòn đảo.[45]
- Tháng 8 năm 2004: Công bố cải tạo đất sẽ có giá 7,3 tỷ AED (2 tỷ USD).[45]
- 30 tháng 3 năm 2006: Richard Branson xuất hiện tại một hội nghị truyền thông trên đảo Anh Quốc. Tuy nhiên, điều này là để thông báo ra mắt trực tiếp các chuyến bay London đến Dubai của Virgin Atlantic và không liên quan đến việc đầu tư của mình vào dự án.[45]
- Tháng 4 năm 2005: Cát nạo vét hoàn thành 55%, 88 hòn đảo đã được hoàn thành.[46]
- Tháng 10 năm 2006: Nhà vô địch thế giới công thức 1 bảy lần Michael Schumacher đã được Mohammed bin Rashid Al Maktoum trao tặng một trong những hòn đảo nhân dịp giải Grand Prix cuối cùng của anh tại Brazil. Người quản lý của Schumacher, Willi Weber, đã đề xuất, "Có lẽ anh ấy sẽ xây dựng một đường đua kart trên [hòn đảo].[45]
- Tháng 12 năm 2006: Quần đảo Thế giới hoàn thành cải tạo 90%.[45]
- Tháng 10 năm 2007: Nakheel tuyên bố bán Ireland và Thượng Hải vào tháng 10 năm 2007.[45]
- Ngày 15 tháng 11 năm 2007: Brad Pitt và Angelina Jolie được cho là đã mua đảo Ethiopia. Tin tức này đã bị bác bỏ.[47]
- Tháng 1 năm 2008: Đê chắn sóng Quần đảo Thế giới đã hoàn thành.[45]
- Ngày 19 tháng 2 năm 2008: Tập đoàn Cinnovation đã mua một hòn đảo rộng 37.000 mét vuông như là một phần của một dự án trị giá 200 triệu USD. Các biệt thự dành cho khách, khu dân cư và khu phức hợp khách sạn được lên kế hoạch.[48]

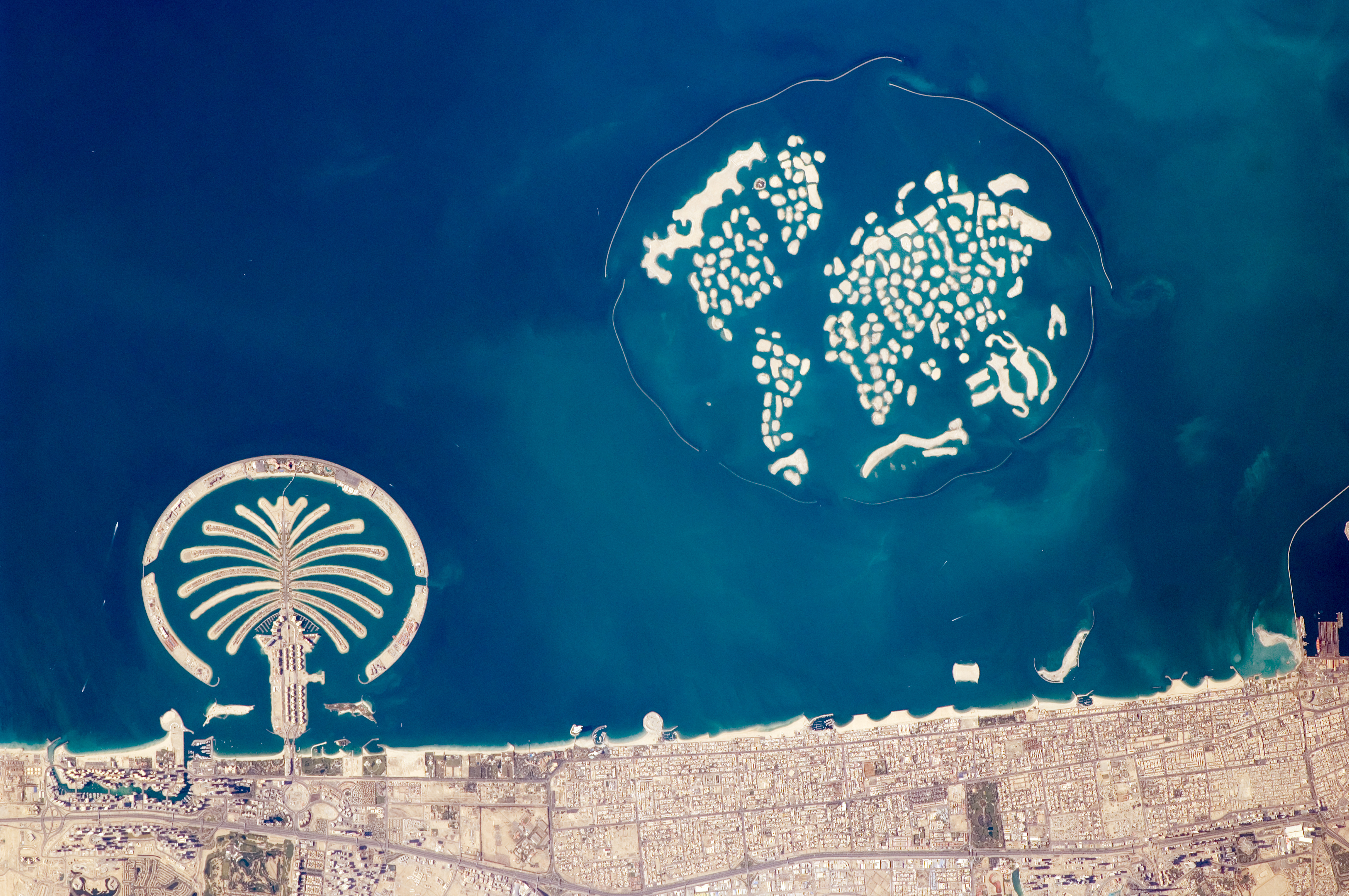
Quần đảo nhân tạo, Dubai, Các Tiểu vương quốc Ả Rập thống nhất

- Ngày 25 tháng 2 năm 2008: Trung tâm Hàng hóa Đa quốc gia Dubai thông báo sẽ thành lập trung tâm giải trí biển và ngọc trai rộng 6.000 mét vuông cùng với Tập đoàn Paspaley Pearling. Nó sẽ được đặt trên một hòn đảo ở khu vực Nam Cực của Quần đảo Thế giới.[49]
- Tháng 9 năm 2008: Limitless của Dubai đã công bố kế hoạch phát triển một khu nghỉ dưỡng trị giá 161 triệu USD trên một hòn đảo ở "Siberia". Pearl Dubai đã trả 27,2 triệu đô la Mỹ cho một hòn đảo rộng 150.000 mét vuông gần đó.[50]
- Ngày 28 tháng 12 năm 2008: Đảo Thổ Nhĩ Kỳ được MNG Holding mua lại vào tháng 6 năm 2008 với giá 19 triệu USD.[50]
- Ngày 28 tháng 12 năm 2008: Trung tâm Quốc tế Bàn Than Trung Quốc thông báo rằng họ sẽ phát triển một khu nghỉ mát khách sạn trên đảo Thượng Hải.[50]
- Ngày 28 tháng 12 năm 2008: Nakheel cho biết 70% của Quần đảo Thế giới đã được bán.[45]
- Tháng 10 năm 2009: Một báo cáo của Emirates Business vào ngày 13 tháng 10 năm 2009 rằng 2 hòn đảo đã được bán vào tháng 7 và tháng 8 năm 2009.[45]
- Tháng 12 năm 2009: Tập đoàn Kleindienst có trụ sở tại Dubai cho biết họ sẽ bắt đầu xây dựng Trung tâm Châu Âu vào đầu năm 2010, theo báo cáo ngày 17 tháng 12 năm 2009. Quần đảo bao gồm Áo, Đức, Hà Lan, St Petersburg, Thụy Điển và Thụy Sĩ.[45]
- Tháng 1 năm 2010: Ngày 28 tháng 1 năm 2010, Emirates Business thông báo rằng Major Trade đã bắt đầu phát triển các dự án của họ trên một hòn đảo ở khu vực Greenland, một khu biệt thự và khách sạn.[45]

Bản đồ quần đảo Thế giới, được chú thích với những phát triển hiện có

- Ngày 23 tháng 2 năm 2010: Tập đoàn Kleindienst có trụ sở tại Dubai bắt đầu hoạt động trên đảo Đức, theo thông cáo báo chí ngày 24 tháng 2 năm 2010.[51]
- Ngày 17 tháng 7 năm 2012: Câu lạc bộ bãi biển đảo Royal mở cửa trên đảo Libang.
- Ngày 6 tháng 5 năm 2013: Nakheel thông báo rằng nhà phát triển Tập đoàn Kleindienst cho phép xây dựng trên "Trái tim Châu Âu" được tiếp tục.[52]
- Ngày 10 tháng 6 năm 2013: Xây dựng bắt đầu trên đảo Đài Loan.[53]
- 2 tháng 7 năm 2013: Nakheel thông báo rằng các khu định cư "với São Paulo Development Ltd cho đảo São Paulo và một nhà đầu tư GCC để mua Đảo Nord", tổng cộng "185 triệu AED", cùng với việc giải quyết với Tập đoàn Kleindienst có giá trị 622 triệu AED đã "đưa Thế giới trở lại trên bản đồ".[54]
- Ngày 10 tháng 12 năm 2013: Nakheel đã công bố kế hoạch kết nối các hòn đảo với một con đường.
- Tháng 1 năm 2014: JK Properties của Tập đoàn Kleindienst thông báo rằng "công việc đã bắt đầu với Trái tim Châu Âu".[55]
- Tháng 1 năm 2014: Trang web "Trái tim của châu Âu" xuất bản các cập nhật xây dựng hàng tháng cho dự án.[56]
- Tháng 2 năm 2014: JK Properties thông báo rằng việc xây dựng đảo "Trái tim châu Âu" đang được tiến hành tốt.[57]
- 7 tháng 12 năm 2016: Dự án Trái tim của châu Âu có tiến bộ lớn khi công ty JK Bauen ở Dubai, một phần của Tập đoàn Kleindienst, bổ nhiệm các công ty có trụ sở tại Trung Quốc là Tập đoàn Công nghiệp Tàu thủy Wuchang và Công ty Kỹ thuật Quốc tế Sino Great Wall trong liên doanh phát triển các cơ sở trên sáu hòn đảo.[58]